# Паулинија
Паулинија је град на сјевероисточној обали Бразила и главни је град државе Сао Пауло. Град је основан 28. фебруара 1964. године. 2017. компанија Берингер Ингелхајм отворила је нову локацију за производњу ветеринарских вакцина.